# La Quinzaine littéraire
La Quinzaine littéraire (Литературный двухнедельник) — французский журнал, основанный 15 марта 1966 литературным критиком Морисом Надо. Выходит дважды в месяц. В 2009 вышел 1000-й номер журнала.
Журнал публикует литературные тексты, рассказывает о новых книгах и явлениях культуры, печатает интервью с писателями, учёными, рекомендует новинки. Ряд номеров посвящён отдельным фигурам, событиям или темам.
Среди постоянных авторов издания были будущие члены Французской Академии Жаклин де Ромийи, Эктор Бьянчотти, Доминик Фернандез.
Пьер Бурдье в книге «Законы искусства» использует состав рекомендательной рубрики La Quinzaine littéraire как образец круга авторов, признанных интеллектуальной публикой.